# Paweł Buczak
Paweł Buczak (ur. 19 lipca 1988 w Krakowie) – polski koszykarz grający na pozycji silnego skrzydłowego lub środkowego. W sezonie 2011/2012 zawodnik klubu Śląsk Wrocław. Obecnie bez klubu. Posiada zarówno amerykańskie, jak i polskie obywatelstwo.
Paweł Buczak swoją karierę koszykarską rozpoczynał od występów w dywizji I NCAA w barwach zespołu Princeton Tigers, reprezentującego Princeton University. W drużynie tej grał przez 4 sezony (od 2006/2007 do 2009/2010), reprezentując ją w sumie w 78 meczach, w których zdobył łącznie 378 punktów, miał 228 zbiórek i 121 asyst.
Po zakończeniu kariery uniwersyteckiej, w sezonie 2010/2011, z powodu odniesionej kontuzji nie występował w żadnym zespole.
Latem 2011 roku został zaproszony na miesięczne testy w Śląsku Wrocław. Po ich zakończeniu podpisał roczny kontrakt z tym klubem. W jego barwach w sezonie 2011/2012 wystąpił w 38 meczach Polskiej Ligi Koszykówki, w których zdobył w sumie 190 punktów i miał 154 zbiórki.

## Statystyki
| Sezon     | Drużyna          | M  | S5 | MPG  | FG% | 3P% | FT% | RPG | APG | SPG | BPG | PPG |
| --------- | ---------------- | -- | -- | ---- | --- | --- | --- | --- | --- | --- | --- | --- |
| 2006/2007 | Princeton (NCAA) | 5  |    | 7,0  | 50% | 0%  | 50% | 1,2 | 1,2 | 0,2 | 0,2 | 1,8 |
| 2007/2008 | Princeton (NCAA) | 15 |    | 5,7  | 36% | 0%  | 25% | 0,8 | 0,5 | 0,0 | 0,1 | 1,1 |
| 2008/2009 | Princeton (NCAA) | 27 |    | 23,6 | 55% | 36% | 65% | 4,1 | 2,1 | 0,9 | 0,7 | 7,7 |
| 2009/2010 | Princeton (NCAA) | 31 |    | 21,6 | 43% | 40% | 59% | 3,2 | 1,7 | 0,6 | 0,6 | 4,7 |
| 2011/2012 | Śląsk (PLK)      | 38 | 12 | 18,2 | 48% | 36% | 63% | 4,1 | 1,0 | 0,8 | 0,6 | 5,0 |